# Hörgertshausen
Hörgertshausen este o comună din landul Bavaria, Germania.